# 마레크 벨카
마레크 마리안 벨카(폴란드어: Marek Marian Belka, 폴란드어 발음: [ˈmarɛk ˈbɛlka], 1952년 1월 9일~)는 폴란드의 경제학과 교수, 전 총리, 전 재무장관, 전 IMF 유럽 대표이다.
우치 출생이다. 1972년 우치 대학교 사회경제학과를 졸업했으며 미국 컬럼비아 대학교, 시카고 대학교, 영국 런던 경제 대학에서 유학 생활을 했다. 1990년부터 1996년까지 폴란드 재무부, 세계은행에서 컨설턴트로 근무했고 1994년부터는 경제학과 교수로 근무했다.
폴란드 재무부 장관을 2번(1997년 2월 4일~1997년 10월 17일, 2001년 10월 19일~2002년 7월 6일) 역임했으며 2004년 5월 2일부터 2005년 10월 31일까지 폴란드의 총리, 2005년 9월 1일부터 2005년 10월 31일까지 폴란드 체육부 장관을 역임했다. 2010년 6월 11일부터 2016년 6월 20일까지 폴란드 국립은행 총재를 역임했다.

## 역대 선거 결과
| 선거명      | 직책명                    | 대수 | 정당      | 득표율 | 득표수    | 결과         | 당락               |
| ----------- | ------------------------- | ---- | --------- | ------ | --------- | ------------ | ------------------ |
| 2005년 선거 | 하원의원 (우치 제9선거구) | 5대  | 민주당    | 4.34%  | 12,774표  | 비례대표 1번 | 낙선               |
| 2019년 선거 | 유럽의원 (우치 선거구)    | 9대  | 유럽 연정 | 20.00% | 182,517표 | 비례대표 1번 | 우치 유럽의원 당선 |